# 海灘寺站
海滩寺站是郑州地铁3号线和5号线的地铁换乘站，位于中华人民共和国河南省郑州市金水区黄河路与南阳路交叉口地下，于2019年5月20日随郑州地铁5号线开通运营而启用。

## 车站结构
海滩寺站分为3号线车站和5号线车站两部分。3号线车站的主体结构位于南阳路地下，呈西北-东南走向，为地下二层车站。5号线车站的主体结构位于黄河路地下，呈东北-西南走向，为地下三层车站，与3号线车站呈“T”形相交。

### 车站楼层
海滩寺站3号线车站的主体结构为地下二层车站，B1层为站厅层，B2层为站台层。5号线车站的主体结构为地下三层车站，B1层为站厅层，B2层为设备层，B3层为站台层。

#### 3号线车站楼层
| 1F  | 地面     | C、D、E出入口                                    | C、D、E出入口                                    | C、D、E出入口                                    |
| B1F | 站厅     | 客服中心、自动售票机、行李检查、闸机、车站控制室 | 客服中心、自动售票机、行李检查、闸机、车站控制室 | 客服中心、自动售票机、行李检查、闸机、车站控制室 |
| B2F | █ 3号线  | 往省体育中心方向（南阳新村）                     | 往省体育中心方向（南阳新村）                     | 往省体育中心方向（南阳新村）                     |
| B2F | 岛式站台 | 卫生间                                           | 至站厅 至 █ 5号线站台                            |                                                  |
| B2F | █ 3号线  | 往滨河新城南方向（大石桥）                       | 往滨河新城南方向（大石桥）                       | 往滨河新城南方向（大石桥）                       |

#### 5号线车站楼层
| 1F  | 地面     | A、B、F出入口                                    | A、B、F出入口                                    | A、B、F出入口                                    |
| B1F | 站厅     | 客服中心、自动售票机、行李检查、闸机、车站控制室 | 客服中心、自动售票机、行李检查、闸机、车站控制室 | 客服中心、自动售票机、行李检查、闸机、车站控制室 |
| B2F | 设备层   | 车站设备                                         | 车站设备                                         | 车站设备                                         |
| B3F | █ 5号线  | 外环方向（沙口路）                               | 外环方向（沙口路）                               | 外环方向（沙口路）                               |
| B3F | 岛式站台 | 至 █ 3号线站台                                   | 至站厅                                           | 卫生间                                           |
| B3F | █ 5号线  | 内环方向（郑州人民医院）                         | 内环方向（郑州人民医院）                         | 内环方向（郑州人民医院）                         |

### 站厅
海滩寺站的3号线车站和5号线车站各设1座站厅，均设有客服中心、自动售票机、安全检查等设施。站厅由闸机和栏杆分隔为付费区和非付费区，5号线站厅的西端与3号线站厅呈“T”形连通，付费区和非付费区均互相连接。两座站厅的付费区内均设有自动扶梯、步梯和无障碍电梯，连接对应的站台。5号线站厅近B口通道处设有卫生间和母婴室。

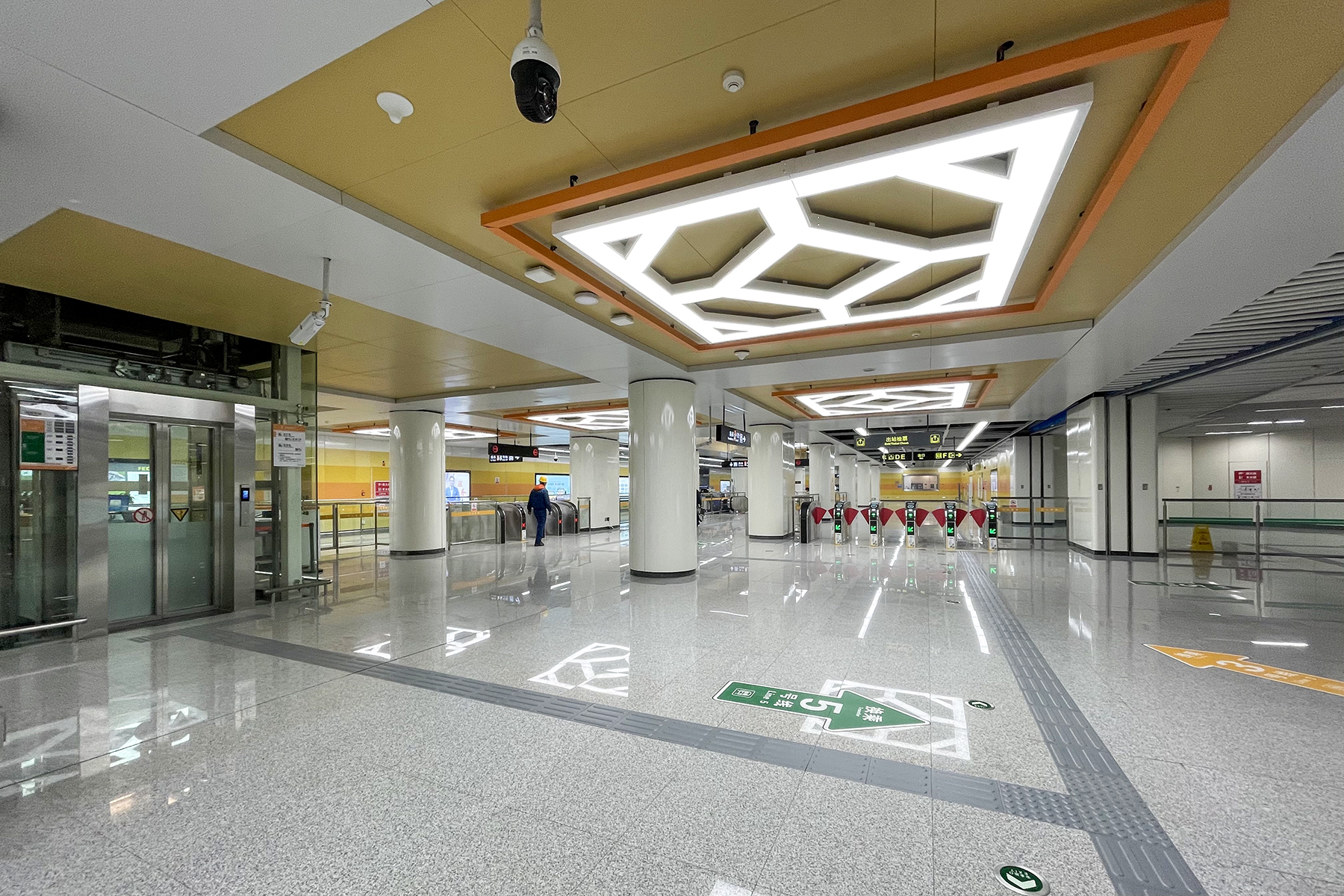
3号线站厅
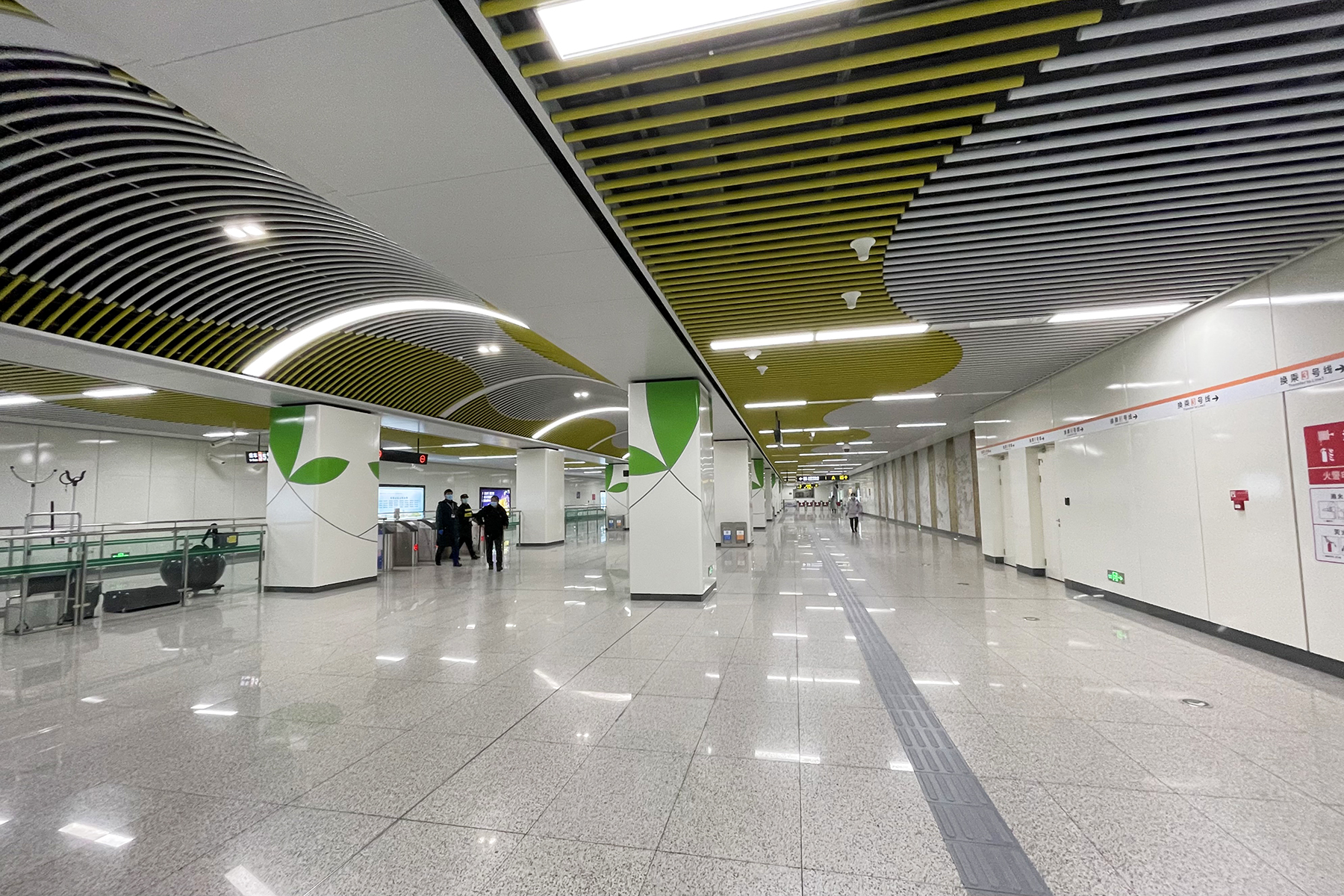
5号线站厅

### 站台
海滩寺站的3号线车站和5号线车站各设一座岛式站台，均安装有高站台门。3号线站台位于B2层，呈西北-东南向，西南侧站台面由往滨河新城南方向列车的使用，东北侧站台面由往省体育中心方向的列车使用，站台北端设有卫生间。5号线站台位于B3层，呈东北-西南向，西北侧站台面由往外环方向列车的使用，东南侧站台面由往内环方向的列车使用，站台东端设卫生间和母婴室。
该站的两座岛式站台呈“T”型相交，在3号线站台中部设有步梯通道连接5号线站台的西南端，形成T形换乘节点。

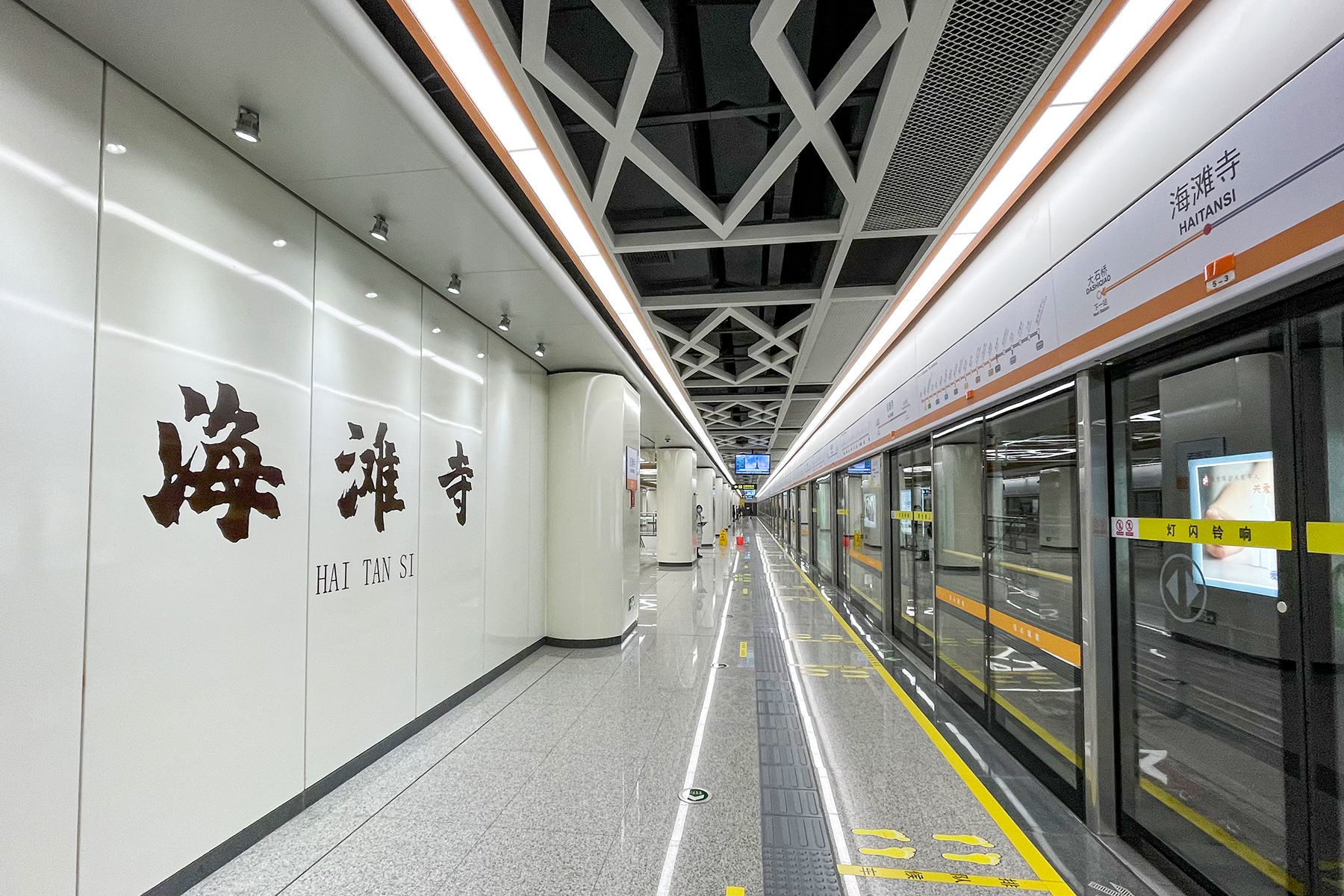
3号线站台上的大字壁
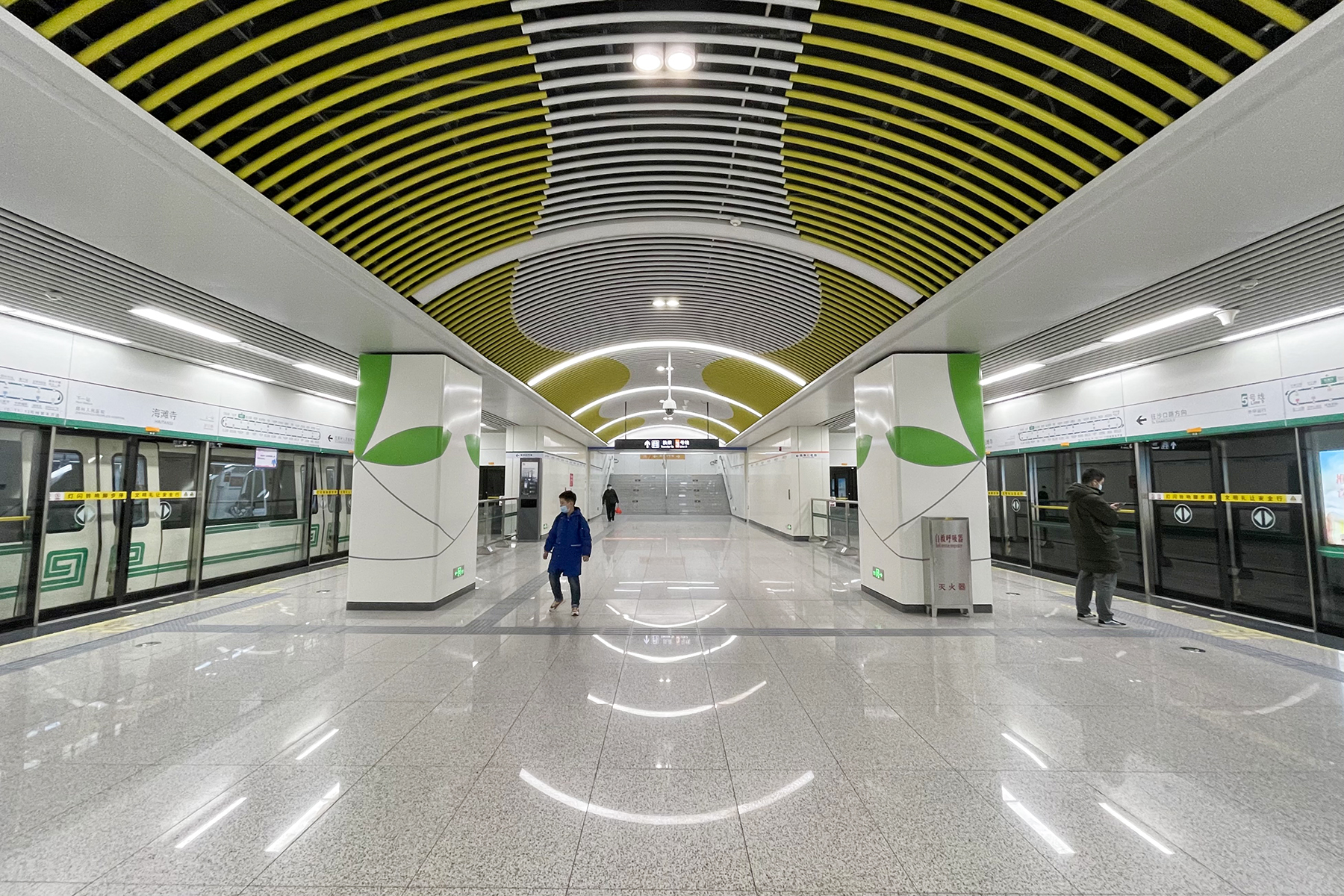
5号线站台西南端，远处可见至3号线站台的换乘通道
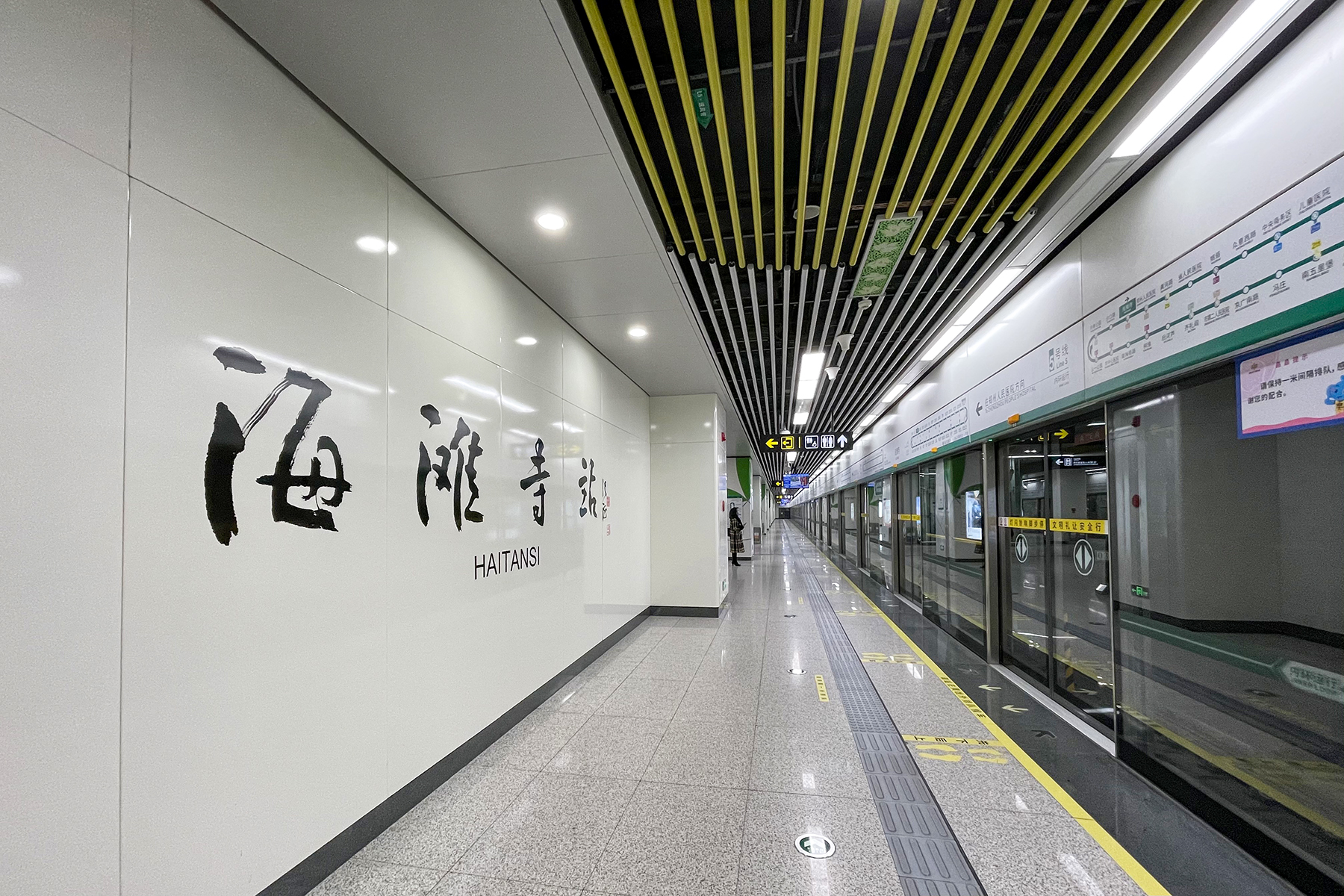
5号线站台上的大字壁

### 出入口
海滩寺站目前开通A、B、C、D、E、F共6个出入口。A、B、F口连接5号线站厅的非付费区，C、D、E口则连接3号线站厅的非付费区。各出入口中，A口位于黄河路与海滩街交叉路口的西南角，B、C、D、F口分别位于黄河路与南阳路交叉路口的东南、西南、西北、东北四角，E口位于D口的北侧，F口设有无障碍电梯。
该站已开通的各出入口信息如下表所示。
| 黄河路海滩街 | 黄河路海滩街     | 黄河路海滩街 | 黄河路海滩街     | 黄河路海滩街 |
| 编号         | 路线             | 路线         | 路线             | 备注         |
| ------------ | ---------------- | ------------ | ---------------- | ------------ |
| G23          | 西三环化工路     | ⇆            | 郑州东站         |              |
| G83          | 华山路淮河路     | ⇆            | 经三路农科路     |              |
| G87          | 郑焦城铁南阳寨站 | ⇆            | 航海路中州大道   |              |
| Y23          | 化工路西三环     | ⇆            | 商务内环路九如路 | 夜间服务     |

| 南阳路黄河路 | 南阳路黄河路     | 南阳路黄河路 | 南阳路黄河路   | 南阳路黄河路  |
| 编号         | 路线             | 路线         | 路线           | 备注          |
| ------------ | ---------------- | ------------ | -------------- | ------------- |
| G78          | 森林湖公交站     | ⇆            | 航海路中州大道 |               |
| 91           | 毛庄蔬菜批发市场 | ⇆            | 火车站北港湾   |               |
| 100          | 腊梅路公交站     | ⇆            | 紫荆山人民路   | B2路支线      |
| G904         | 紫玉路公交站     | ⇆            | 北三环文化路   | 原904路、T4路 |
| B20          | 花园路刘庄       | ⇆            | 火车站北港湾   | 原39路        |
| 游16         | 黄河文化公园     | ⇆            | 火车站北港湾   |               |
| Y8           | 省体育中心       | ⇆            | 火车站北港湾   | 夜间服务      |

| 黄河路南阳路 | 黄河路南阳路 | 黄河路南阳路 | 黄河路南阳路     | 黄河路南阳路 |
| 编号         | 路线         | 路线         | 路线             | 备注         |
| ------------ | ------------ | ------------ | ---------------- | ------------ |
| G23          | 西三环化工路 | ⇆            | 郑州东站         |              |
| G83          | 华山路淮河路 | ⇆            | 经三路农科路     |              |
| Y23          | 化工路西三环 | ⇆            | 商务内环路九如路 | 夜间服务     |

| 南阳路黄河路 | 南阳路黄河路     | 南阳路黄河路 | 南阳路黄河路   | 南阳路黄河路  |
| 编号         | 路线             | 路线         | 路线           | 备注          |
| ------------ | ---------------- | ------------ | -------------- | ------------- |
| G78          | 森林湖公交站     | ⇆            | 航海路中州大道 |               |
| G87          | 郑焦城铁南阳寨站 | ⇆            | 航海路中州大道 |               |
| 100          | 腊梅路公交站     | ⇆            | 紫荆山人民路   | B2路支线      |
| G904         | 紫玉路公交站     | ⇆            | 北三环文化路   | 原904路、T4路 |
| B20          | 花园路刘庄       | ⇆            | 火车站北港湾   | 原39路        |
| 游16         | 黄河文化公园     | ⇆            | 火车站北港湾   |               |
| Y8           | 省体育中心       | ⇆            | 火车站北港湾   | 夜间服务      |

## 车站装饰

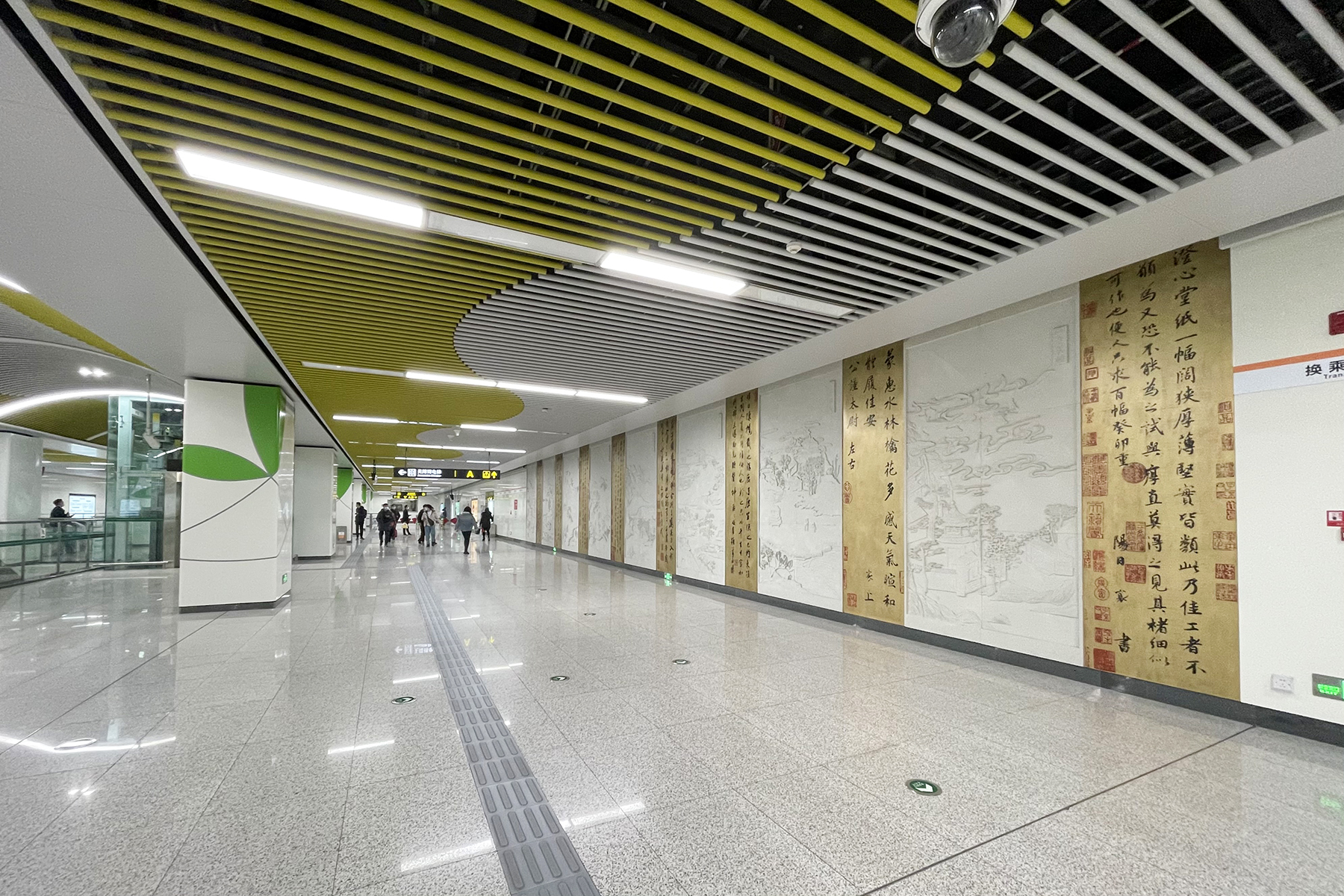
5号线站厅内的文化墙

海滩寺站的5号线站厅内设有一面文化墙。5号线规划的18座换乘站在装修设计上分别以河南省的18个地级市的特色为主题，该站为郑州特色站，5号线站厅内的文化墙以“郑州志•老八景绘图”为主题，取材于古时的郑州八景，即古塔晴云、圃田春草、梅峰远眺、汴河新柳、凤台荷香、龙岗雪霁、海寺晨钟、卦台仙境，这八景体现了明清时期的郑州城景。设计采用了流传最广的《郑州志•老八景绘图》为设计底稿，以工笔手法重新进行绘制，相间隔以北宋四大家的书法作品为印衬，以书法形体与八景画作进行呼应。

## 車站周边
- 郑纺机社区
- 泉舜上城

## 事件
2021年7月20日晚間6时左右，受暴雨影响，郑州地铁5号线本站至沙口路站区间，雨水从五龙口停车场倒灌入行车隧道，导致一列编号0501的列车被困，车内水位一度达到胸口位置，滞留车内的乘客被困数小时后陆续获救离开车厢。事故共造成14人死亡，5人受伤。